# Емерик Јенеј
Емерик Јенеј (мађ. Imre Jenei, рум. Emerich Jenei; 22. март 1937) румунски је фудбалски тренер и бивши фудбалер мађарске националности. 
Сматра се једним од најбољих тренера у историји румунског фудбала, заједно са Штефаном Ковачем, Мирчом Луческуом и Ангелом Јорданескуом. Његово највеће достигнуће било је освајање Купа европских шампиона 1986. са Стеауом из Букурешта. Такође је други тренер са највише титула у румунском првенству, са 6 победа (изједначен са Даном Петрескуом).

## Биографија
Рођен је у мађарској породици, Јенеј је изгубио мајку са 12 година, и намеравао је да постане адвокат пре него што започне фудбалску каријеру.
Дебитовао је за екипу Фламуре из Арада, потом је прешао у Стеауу из Букурешта 1957. године и бранио је боје клуба на 254 утакмице до 1969. године, када је напунио 32 године (старост која је дозвољавала спортистима из земаља иза Гвоздене завесе да играју у другим лигама) одлази у Турску, где је играо за Кајзериспор 2 сезоне, завршивши каријеру 1971. године, у 34. години.
За репрезентацију Румуније одиграо 12 утакмица између 1957. и 1964. године, такође се 1964. године такмичио на Олимпијским играма у Токију.
Године 1972, Јенеј се вратио у Стеауу да би радио као помоћни тренер Георгеа Константина, где је остао једну сезону. Тренерски деби је такође био предводећи екипу Стеауе 1975. године, остајући на позицији до 1978. године. Такође је био још пет пута тренер тима (1983–1984, 1984–1986, 1991, 1993–1994 и 1998–2000), доживевши врхунац у сезони 1985–86, када је Стеауа освојила Куп европских шампиона, победивши Барселону на пенале. Водио је и Бихор Орадеу, Олимпију Сату Маре, ЦС Тарговиште, Фехервар Видеотон, Паниониос и Университатеа Краиова, као и репрезентацију Мађарске.
Са румунском репрезентацијом учествовао је на Светском првенству 1990. и Европском првенству 2000. године, последњем такмичењу у његовој тренерској каријери. Остао је укључен у фудбал као председник ФК Бихор, а радио је и у Румунском фудбалском савезу.

## Приватно
Био је у браку са Илеаном, бившом мачеваоком Румуније, светском шампионком и освајачицом олимпијских медаља, све до њене смрти 2021. године. Имају ћерку Кристину. Јенеј такође има сина Калина са својом првом женом, глумицом Василицом Тастаман (1933—2003).

## Успеси

### Играч
Стеауа Букурешт
- Прва лига Румуније (3): 1959–60, 1960–61, 1967–68.
- Куп Румуније (4): 1961–62, 1965–66, 1966–67, 1968–69.

Румунија до 19
- Европско првенство до 19 година (1): 1956.

### Тренер
Стеауа Букурешт
- Прва лига Румуније (6): 1975–76, 1977–78, 1984–85, 1985–86, 1986–87, 1993–94.
- Куп Румуније (3): 1975–76, 1984–85, 1998–99
- Куп европских шампиона (1): 1985–86.